# Henri B. Kagan
Henri Boris Kagan (Boulogne-Billancourt, 15 dicembre 1930) è un chimico francese.
Professore emerito di chimica all'Università Paris XI - Paris-Sud, è noto come pioniere nel campo della catalisi asimmetrica e nell'utilizzazione dei lantanoidi in sintesi organica.

## Biografia
Henri Kagan si è laureato alla Sorbona e alla Scuola nazionale superiore di chimica di Parigi nel 1954. Nel 1960 ha conseguito il dottorato sotto la supervisione del Prof. Jean Jacques al Collège de France. Nel 1967 è diventato docente presso la Università Paris XI - Paris-Sud a Orsay, e nel 1973 è diventato professore ordinario. Nel 1968 ha fondato il Laboratorio di Sintesi asimmetrica a Orsay. Dal 1999 è professore emerito all'Università Paris XI - Paris-Sud.
Nel 1960 ha sposato Claude Vignon, con la quale ha avuto tre figli: Sylvie, Véronique, Anne.

## Ricerche

Struttura di (S,S)-DIOP, la prima difosfina chirale sintetizzata.

Kagan è riconosciuto come un pioniere nel campo della catalisi asimmetrica e dell'uso di lantanoidi nella sintesi organica. All'inizio degli anni settanta documentò per la prima volta esempi di sintesi asimmetrica con la sintesi di eliceni otticamente attivi e con la sintesi della prima difosfina chirale (DIOP). Un catalizzatore di rodio contenente DIOP produsse inoltre un altissimo eccesso enantiomerico in reazioni di idrogenazione. In seguito riuscì a sintetizzare in condizioni blande lo ioduro di samario(II), SmI2, che sarebbe diventato un reattivo utilizzato in molte sintesi asimmetriche. La catalisi stereoselettiva è di grande importanza per l'industria farmaceutica, tanto che nel 2001 il premio Nobel per la chimica fu assegnato a Barry Sharpless, Ryōji Noyori e William S. Knowles per le loro ricerche sulla catalisi chirale. Il fatto che Kagan fosse stato escluso dal premio creò notevoli polemiche, e l'allora ministro francese delle Scienze Roger-Gérard Schwartzenberg scrisse una lettera di protesta alla Fondazione Nobel.

## Opere
Kagan è autore di oltre 300 articoli su riviste specializzate. Ha inoltre pubblicato i libri
- (DE) H. B. Kagan, Organische Stereochemie, Stuttgart, Georg Thieme Verlag, 1977. Tradotto anche in inglese, cinese e serbo-croato.
- (EN) H. B. Kagan (a cura di), Stereochemistry, Fundamentals and Methods, Stuttgart, Georg Thieme Verlag, 1977, ISBN 978-3131325013.

## Riconoscimenti
Kagan ha ricevuto numerosi riconoscimenti, tra i quali:
- 1967 Premio Le Bel (Société Chimique de France)
- 1990 Medaglia Prelog (Politecnico federale di Zurigo)
- 1991 Medaglia August Wilhelm von Hofmann (Gesellschaft Deutscher Chemiker)
- 1996 Cavaliere dell'Ordine nazionale al merito (Francia)
- 1998 Yamada Prize (Tokyo)
- 1999 Premio Tetrahedron
- 1999 Dottore honoris causa dell'Università di Bucarest
- 2001 Premio Wolf per la chimica
- 2002 Cavaliere della Legion d'onore
- 2002 Premio Ryoji Noyori (Tokyo)
- 2004 Dottore honoris causa dell'Università della Basilicata